# Lackbaum
Der Lackbaum (Toxicodendron vernicifluum, Syn.: Rhus verniciflua), auch Lacksumach, Japanischer Lackbaum, Firnisbaum oder Firnissumach genannt, ist eine Pflanzenart aus der Familie der Sumachgewächse (Anacardiaceae). Sein Saft wird seit etwa dreitausend Jahren für die Herstellung von Chinalack verwendet, der im Kunsthandwerk zur Herstellung von chinesischen Lackerzeugnissen, japanischen Lackerzeugnissen (Urushi) und in der Lackkunst anderer asiatischer Länder genutzt wird. Verwandt sind der Burmesische Lackbaum (Gluta usitata) und Rhus succedanea (Syn.: Toxicodendron succedaneum), die ähnlich genutzt werden.

## Beschreibung
Der Lackbaum ist ein laubabwerfender Baum und erreicht Wuchshöhen bis zu 20 Meter. Die Rinde der Zweige ist gelblich-braun gehaart. Der Baum führt ein giftiges, reizendes Exsudat.
Die wechselständigen Laubblätter sind 15 bis 30 cm lang und unpaarig gefiedert mit 9 bis 13 gegenständigen Fiederblättchen. Der Blattstiel ist 7 bis 14 cm lang. Blattstiel, Rachis (Mittelrippe) und Blättchen sind flaumig behaart. Die 4 bis 7 mm lang gestielten, eiförmigen, bespitzten Blättchen sind 6 bis 13 cm lang, 3 bis 6 cm breit, häutig bis papierartig, mit ganzem Rand und 10 bis 15 auf beiden Blattseiten prominenten Seitennerven. Nebenblätter fehlen.
Der Lackbaum ist zweihäusig (diözisch). Der seitenständige, verzweigte und rispige Blütenstand ist gräulich-gelb flaumig behaart. Die 1 bis 3 mm langen Blütenstiele sind bei den weiblichen Blüten kürzer und robuster. Die funktional eingeschlechtigen Blüten sind fünfzählig. Die eiförmigen Kelchlappen sind etwa 0,8 mm lang und unbehaart. Die etwa 2,5 mm langen und 1,2 mm breiten Kronblätter sind gelblich-grün mit einer braunen federförmigen Zeichnung. Die Staubblätter sind etwa 2,5 mm lang, wobei die Staubfäden etwa gleich lang sind wie die Staubbeutel. Einige Staminodien oder ein Pistillode können manchmal ausgebildet werden. Der Diskus ist fünflappig. Der glatte, kugelige, oberständige, einfächerige Fruchtknoten enthält nur eine Samenanlage. Es sind drei kurze Griffel vorhanden.
Der hängende Fruchtstand enthält symmetrische, gelb-braune, oft seitlich etwas abgeplattete, einsamige Steinfrüchte, die 5 bis 6 × 7 bis 8 mm groß und glatt sind. Das Epikarp ist dünn, das Mesokarp dick, wachsartig mit braunen longitudinalen Harzgängen und das Endokarp ist 3 × 5 mm groß.
Die Chromosomenzahl beträgt 2n = 30 oder 45.

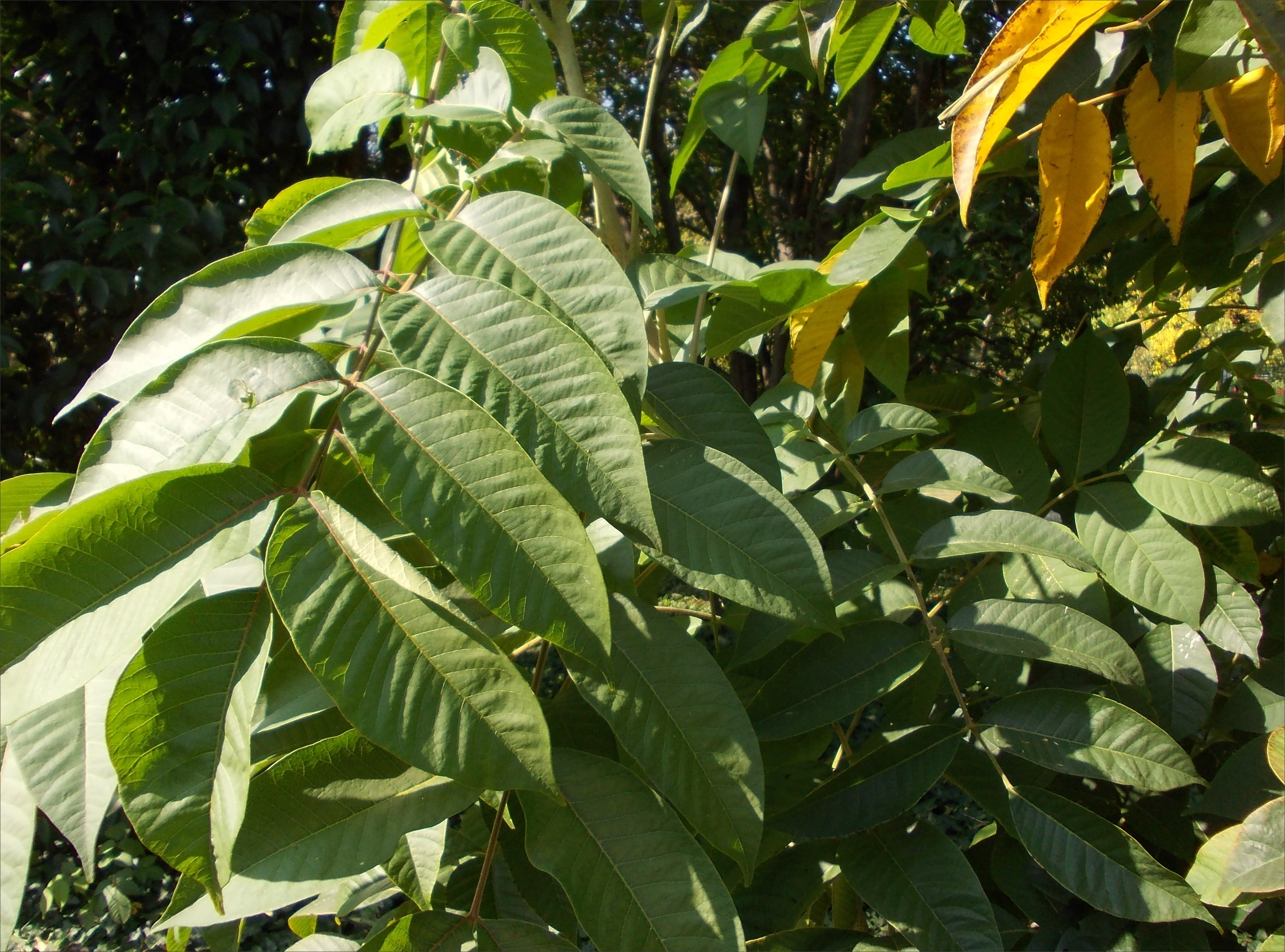
Blätter
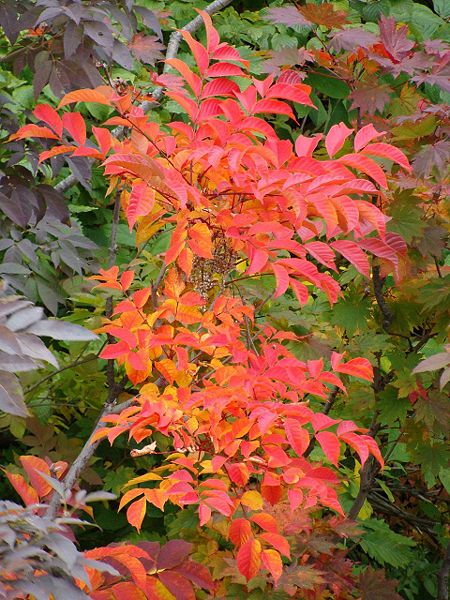
Herbstfärbung
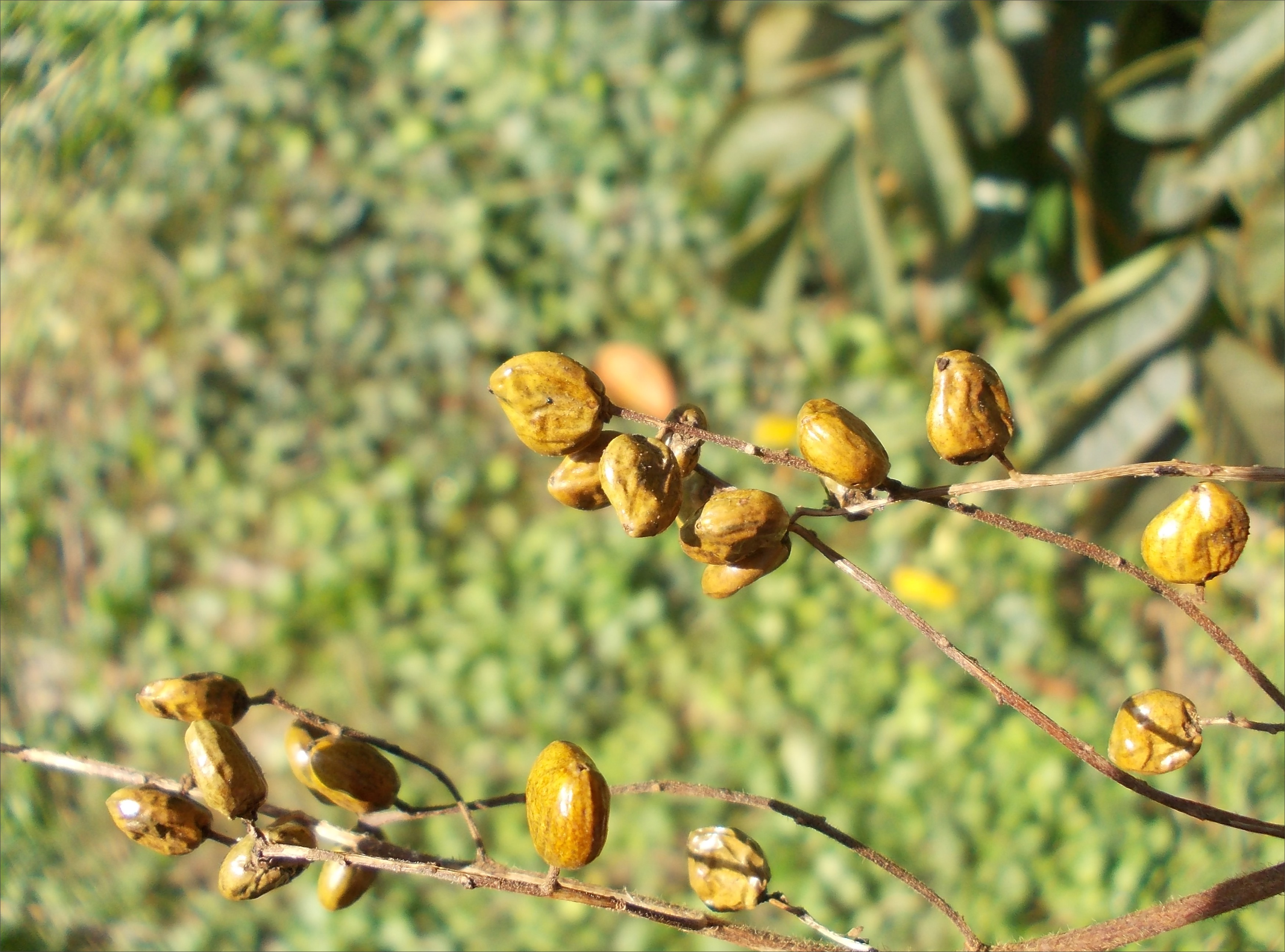
Früchte

## Vorkommen
Die Heimat des Lacksumachs sind Wälder auf Hügeln und Bergen (Höhenlagen zwischen 800 und 2800 Meter) in Indien, Japan, Korea und den chinesischen Provinzen Anhui, Fujian, Gansu, Guangdong, Guangxi, Guizhou, Hebei, Henan, Hubei, Hunan, Jiangsu, Jiangxi, Liaoning, Shaanxi, Shandong, Shanxi, Sichuan, Xizang, Yunnan, Zhejiang.

## Taxonomie
Der Lackbaum wurde 1812 von Jonathan Stokes in A Botanical Materia Medica Band 2, Seite 164 als Rhus verniciflua erstbeschrieben. Die Art wurde 1940 von Fred Alexander Barkley in American Midland Naturalist Band 24 Seite 680 als Toxicodendron vernicifluum (Stokes) F.A.Barkley in die Gattung Toxicodenron gestellt. Synonyme sind Rhus vernicifera DC., Rhus succedanea var. himalaica J. D. Hooker, Rhus succedanea var. silvestrii Pampanini, Toxicodendron verniciferum (DC.) F. A. Barkley und Toxicodendron vernicifluum var. shaanxiense J. Z. Zhang & Z. Y. Shang.

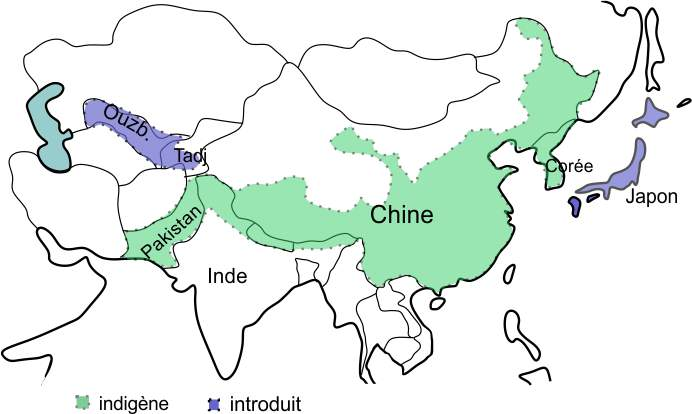
Verbreitung des Lackbaums (grün = ursprüngliche Vorkommen, lila = eingeführt)

## Nutzung
Sein Harz (Chinalack) glänzt und schützt das Holz, auf das es aufgetragen wird, vor dem Holzwurm und vor Feuchtigkeit.
Der Lack  wird im Sommer von denjenigen Lackbäumen gezapft, die etwa zehn Jahre alt sind. Vorher werden waagerechte Einschnitte in den Stamm gemacht, die gruppenweise rechts und links abwechseln. An der Luft polymerisiert die grau-weiß, milchige Substanz und färbt sich in wenigen Minuten schwarz-bräunlich.
Der Saft ist aufgrund der darin enthaltenen Urushiole sehr giftig, er verursacht als starkes Allergen Ausschläge und Blasen. Diese Erscheinungen werden Lackkrankheit (Urushi-Kaburé) genannt. Wer an den Bäumen arbeitet, muss Schutzkleidung tragen. Durch das Anzapfen stirbt der Baum ab, doch an der Wurzel bilden sich bald neue Triebe.
Seine medizinischen Wirkungen wurden untersucht und eine Nutzung gegen innerliche Parasiten wie Würmer beschrieben. Der Saft war im nördlichen Japan ein Bestandteil einer buddhistischen Praxis zur Selbstmumifizierung (Sokushinbutsu) ohne posthume Eingriffe in den Körper.
Aus den Früchten wird Japanwachs hergestellt.